# ایوان (گوریل)
ایوان (به انگلیسی: Ivan) یک گوریل غربی سرزمین‌های پست بود که در سال ۱۹۶۲ در جمهوری دموکراتیک کنگو به دنیا آمد. او در کودکی از طبیعت اسیر شد و برای زندگی با انسان‌ها آورده شد. در چند سال اول زندگی‌اش با صاحبانش زندگی می‌کرد، اما خیلی زود برای او یک خانه انسانی بزرگ شد و او را به محوطه‌ای بتنی ۱۴*۱۴ اینچی منتقل کردند که در مرکز خریدی در تاکوما (واشینگتن) برای عموم به نمایش گذاشته شده بود. جایی که او ۲۷ سال بعدی زندگی خود را در آنجا گذراند.
پس از اینکه سازمان‌های محلی حمایت از حیوانات با موفقیت برای آزادی او به تأسیساتی که می‌توانست به درستی از ایوان مراقبت کند کمپین زدند، در سال ۱۹۹۴ او را در باغ وحش پارک وودلند در سیاتل قرار دادند. مدت کوتاهی پس از این، او به عنوان وام دائمی به باغ وحش آتلانتا در آتلانتا، جورجیا سپرده شد. او سال‌های باقیمانده خود را در باغ وحش آتلانتا گذراند و در اوت ۲۰۱۲ بر اثر عوارض در طی یک عمل پزشکی درگذشت. داستان ایوان در سال ۲۰۱۲ در کتاب ایوان منحصربه‌فرد اثر کاترین اپلگیت تخیلی شد که در سال ۲۰۲۰ فیلمی به همین نام ایوان منحصربه‌فرد (فیلم) اقتباس شد. و فیلم در ۲۱ اوت ۲۰۲۰، در هشتمین سالگرد مرگ ایوان، در سرویس پخش دیزنی پلاس منتشر شد.

## داستان مرگ
روز سه شنبه ۲۱ آگوست ۲۰۱۲، ایوان ۵۰ ساله در حین معاینه پزشکی در حال بیهوشی درگذشت. وضعیت سلامتی او رو به کاهش بود و کالبد شکافی نشان داد که یک تومور بزرگ در قفسه سینه او وجود دارد. ایوان در زمان مرگ یکی از قدیمی‌ترین گوریل‌های اسارت بود.
مجسمه برنز ۶۰۰ پوندی (۲۷۰ کیلوگرمی) ایوان در خارج از ورودی اصلی باغ وحش پوینت دیفینس در ۲۶ اکتبر ۲۰۱۶ رونمایی شد.

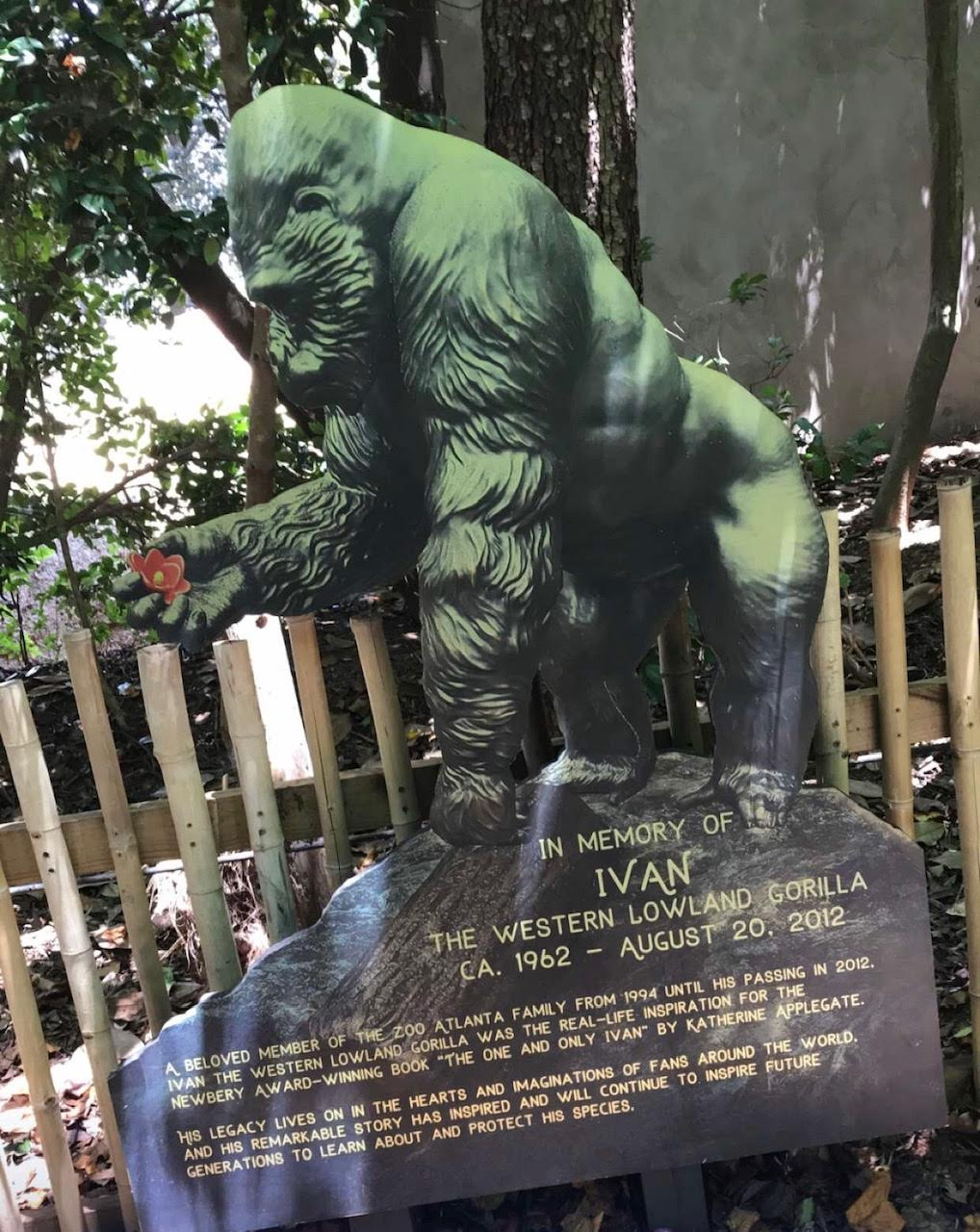
پلاکاردی در باغ وحش آتلانتا به یاد ایوان